# Ерік Тельєс
Ерік Тельєс (ісп. Erick Téllez, нар. 28 листопада 1989, Манагуа) — нікарагуанський футболіст, захисник клубу «Дір'янхен» та національної збірної Нікарагуа.

## Клубна кар'єра
У дорослому футболі дебютував 2008 року виступами за команду клубу «Дір'янхен», кольори якої захищає й донині. У вересні 2013 року він був дискваліфікований на 6 матчів за участь у масовій бійці в грі проти «Реал Естелі».

## Виступи за збірну
4 вересня 2010 року дебютував в офіційних матчах у складі національної збірної Нікарагуа у товариській грі проти Гватемали. У наступному році він був викликаний на Центральноамериканський кубок в Панамі, а в 2014 році знову потрапив у заявку збірної на цей турнір в США.
Згодом у складі збірної був учасником розіграшу Золотого кубка КОНКАКАФ 2017 року у США.
Наразі провів у формі головної команди країни 24 матчі.